# Giuseppe Pintarelli
Giuseppe Pintarelli, né le 21 janvier 1931 à Calceranica al Lago (Trentin-Haut-Adige) et mort le 26 mai 2002 à Rovereto (Trentin-Haut-Adige), est un coureur cycliste italien, professionnel de 1954 à 1961.

## Palmarès
- 1950
  - Trente-Ponte Alto
  - Trente-Ora
- 1951
  - Giro della Bolghera
  - Grand Prix Ignis
- 1954
  - Tour du Voralberg
- 1955
  - 3e de la Coppa Sabatini
- 1956
  - 2eb étape du Tour d'Italie (contre-la-montre par équipes)
  - 2e de Sassari-Cagliari
- 1960
  - 3e du Tour du Luxembourg

## Résultats sur les grands tours

### Tour de France
2 participations
- 1957 : abandon (13e étape)
- 1958 : 65e

### Tour d'Italie
6 participations
- 1956 : 41e, vainqueur de la 2eb étape (contre-la-montre par équipes)
- 1957 : 42e
- 1958 : 49e
- 1959 : 59e
- 1960 : 65e
- 1961 : 89e

### Tour d'Espagne
2 participations
- 1955 : 47e
- 1960 : abandon (11e étape)